# Tenczynek

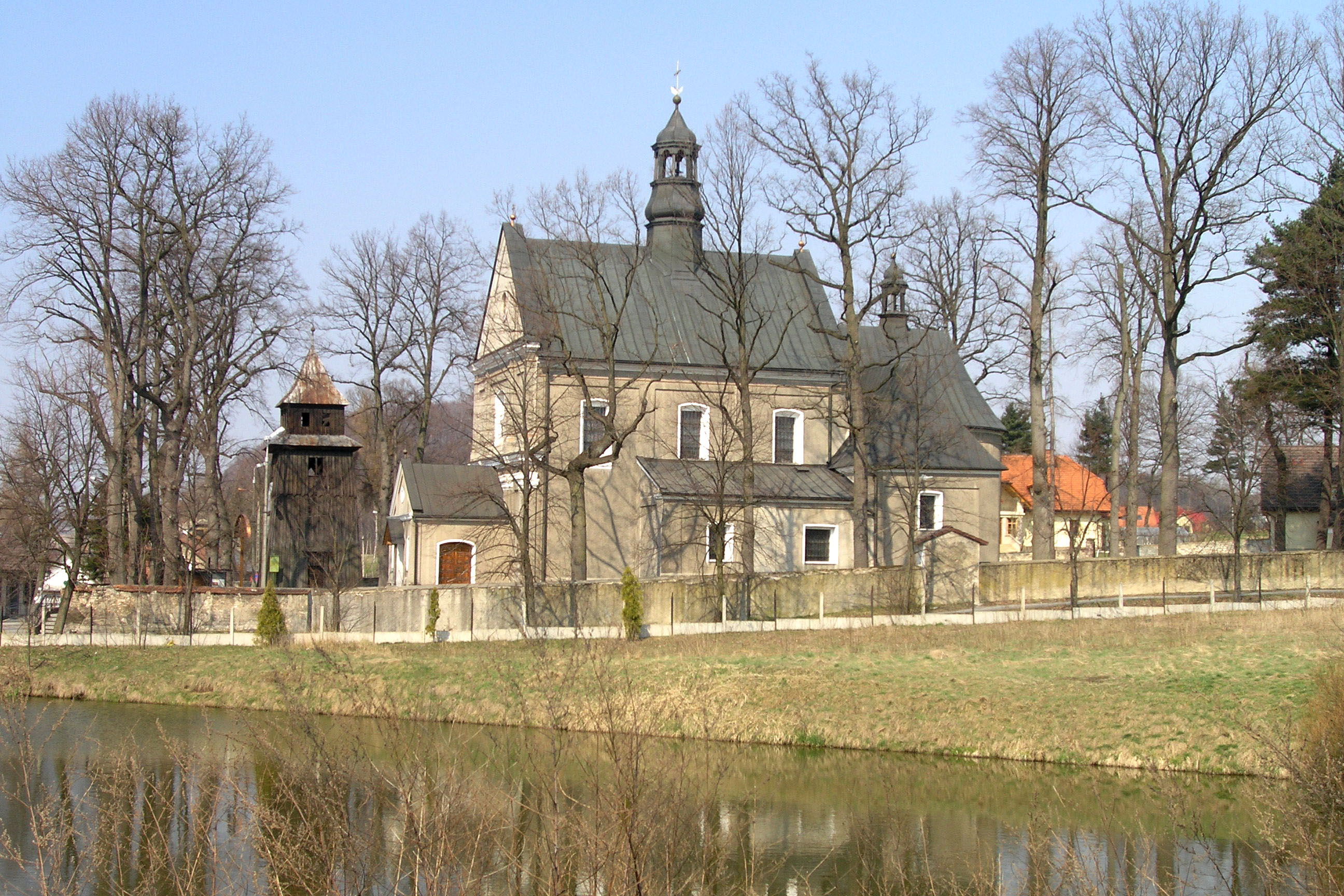
Kirche in Tenczynek

Tenczynek ist ein Dorf im südlichen Polen, das zur Gemeinde Krzeszowice gehört. Es liegt an der Olszówka im Powiat Krakowski, Woiwodschaft Kleinpolen.

## Geschichte
Der Ort wurde im Jahr 1319 erstmals erwähnt.
Bei der dritten Teilung Polens wurde Tenczynek 1795 Teil des habsburgischen Kaiserreichs. In den Jahren 1815–1846 gehörte das Dorf zur Republik Krakau, 1846 wurde es als Teil des Großherzogtums Krakau wieder in die Länder des Kaisertums Österreich annektiert. Ab dem Jahr 1855 gehörte Tenczynek zum Bezirk Chrzanów.
1918, nach dem Ende des Ersten Weltkriegs und dem Zusammenbruch der k.u.k. Monarchie, wurde Tenczynek Teil Polens. Unterbrochen wurde dies nur durch die Besetzung Polens durch die Wehrmacht im Zweiten Weltkrieg. Es gehörte dann zum Landkreis Krenau im Regierungsbezirk Kattowitz in der Provinz Schlesien (seit 1941 Provinz Oberschlesien).

## Söhne und Töchter des Ortes
- Tadeusz Arkit (* 1955), Politiker